# Просперо Боргаручи
Просперо Боргаручи е лекар.
Произхожда от български род, който се преселва в Италия през XIV в. През 1564 г. учи анатомия в Падуа. Той е придворен лекар на френския крал Шарл IX. Автор е на множество медицински съчинения. Сред по-известните са Della complessione anatomica (1564) и Chirurgia magna de Vesale (1569), която труда на анатома Везал.